# 徳永二男
徳永 二男（とくなが つぎお、1946年11月20日 - ）は、日本のヴァイオリニスト。

## 人物・来歴
神奈川県横須賀市出身。父はヴァイオリニストの徳永茂、兄はチェリストの徳永兼一郎。父の英才教育を受け、鷲見三郎にも師事した。1958年、小学校6年生の時、第12回全日本学生音楽コンクール全国大会で第1位を受賞。桐朋学園大学音楽科に進み、斎藤秀雄に師事。1965年、第34回日本音楽コンクールで第3位を受賞した。
1966年、当時日本楽壇史上最年少のコンサートマスターとして東京交響楽団に入団。1968年、文化庁在外派遣研修生としてベルリンへ留学、ミシェル・シュヴァルベに師事した。1974年、チャイコフスキー国際コンクールに出場し、ディプロマ賞を受賞した。
1976年、NHK交響楽団のコンサートマスターに就任。その後、首席コンサートマスターを経て、ソロコンサートマスターに就任した。N響定期公演で最も印象的な出来事は、急遽ブラームスの協奏曲を弾いたことだという。チェリストである兄も団員だった。1994年に退団。この頃、すぎやまこういちがエグゼクティブ・プロデューサーを務めるCDレーベル〈ハーモニーCDクラシックス〉にて、「徳永二男ゴールドコンサートI、II」やN響室内合奏団によるヴィヴァルディ「四季」などのクラシックの録音を残す。同時にコンサートマスターとしてN響版「交響組曲ドラゴンクエスト」の録音にも参加。青少年のクラシック入門に貢献する。
1992年から鎌倉芸術館ゾリステンを主宰。1995年から2013年にかけてJTアートホール室内楽シリーズの音楽監督を務め、1996年から宮崎国際音楽祭の総合プロデューサー（2011年からは音楽監督）を務めた。国立音楽大学教授、桐朋学園大学特任教授、洗足学園大学客演教授なども歴任した。
2016年、文化庁長官表彰。

## 出演番組
- バイオリンのおけいこ（NHK教育）
- 題名のない音楽会
  - 2011年5月8日、師弟関係にある高嶋ちさ子と共演[3]、2016年11月26日
  - 2016年3月6日[4]。
- にっぽん点描“最期のコンサート〜あるチェロ奏者の死〜”（NHK総合、1996年11月17日初放送。兄・徳永兼一郎生前最期の演奏会の映像を軸にしたドキュメンタリー。インタビューあり）

## CD
ドラゴンクエストシリーズ
全てコンサートマスターでの参加。詳細は各項目を参照。
- 組曲「ドラゴンクエスト」
- ドラゴンクエストの世界「ドラゴンクエストII」悪霊の神々
- N響が参加している交響組曲「ドラゴンクエスト」限定
  - 交響組曲「ドラゴンクエストIII」そして伝説へ…
  - 交響組曲「ドラゴンクエストIV」導かれし者たち

交響組曲 科学忍者隊ガッチャマン